# Eburia brevicornis
Eburia brevicornis es una especie de coleóptero crisomeloideo de la familia Cerambycidae. 

## Distribución
Es originaria de Belice y México.